# Povel (Textil)
Das 1882 gegründete Unternehmen Ludwig Povel & Co ging aus der Textilfirma Kistemaker und Povel hervor, die Josef Povel und Hermann Kistemaker 1851 gegründet hatten. Sie war in der zweiten Hälfte des 20. Jahrhunderts zusammen mit den Firmen NINO und Rawe eines der führenden Nordhorner Textilunternehmen. Ab 1870 firmierte die Fabrik unter Mechanische Baumwoll-Weberei Povel & Grüter und ab 1877 Povel & Co, bevor sie 1881 ihren endgültigen Namen Ludwig Povel & Co erhielt.
Im Oktober 1978 ging das Unternehmen, mittlerweile Teil der Textilgruppe van Delden aus Gronau (Westf.), in Konkurs, 1979 wurden die letzten 1.100 Mitarbeiter entlassen.
Aus dem ehemaligen, in unmittelbarer Nähe zur Stadtmitte liegenden ausgedehnten Fabrikgelände, entstand nach über 20 Jahren ein neuer Stadtteil, die Wasserstadt Povel, dessen Sanierungsmaßnahmen internationale Beachtung erhielten.

## Geschichte

### Die Gründer

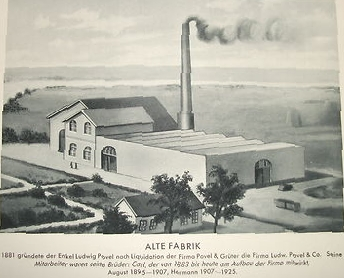
Das erste Fabrikgebäude

1851 gründete der Nordhorner Textilkaufmann Anton Joseph Povel (1823–1880) zusammen mit Herman Kistemaker (1826–1875) eine Baumwollweberei namens Kistemaker und Povel in Nordhorn. Zu dieser Zeit war Nordhorn ein Provinzstädtchen mit gerade einmal 1.700 Einwohnern. Mit anfänglich 12 Mitarbeitern konzentrierte sich das junge Unternehmen zunächst auf die Produktion von Nesseltuch, doch schon im folgenden Jahr konnte eine mechanische Baumwollspinnerei angegliedert werden, später auch eine Indigofärberei. Als das ursprünglich sehr erfolgreiche Unternehmen von der aufgrund des US-amerikanischen Sezessionskriegs entstandenen europäischen Baumwollkrise in Schwierigkeiten geriet, beschlossen die Unternehmer, sich zu trennen. Die Familie Povel führte die Weberei weiter und die Familie Kistemaker übernahm die Spinnerei.
1870 ging Povel eine Partnerschaft mit Julius Grüter ein, der dringend benötigtes Kapital in das nun als Mechanische Baumwoll-Weberei Povel & Grüter benannte Unternehmen einbrachte. Dies ermöglichte eine Umstellung von der Handweberei auf die mechanische Weberei. Im März 1871 wurde an dem bislang unbesiedelten Gebiet entlang der heutigen Kokenmühlenstraße auf einem von Povel geerbten Grundstück mit dem Bau eines neuen Fabrikgebäudes begonnen. Das gesamte Terrain an der Kokenmühle war zu jener Zeit ein ländliches weitgehend unbebautes Gebiet. Die Bauarbeiten führte der Bauunternehmer Vos aus Ootmarsum aus. Zum Jahresende nahm die mit einer 50 PS starken Dampfmaschine und zunächst 16 Webstühlen ausgestattete Fabrik ihre Produktion auf; im Juli 1872 kamen weitere 33 Stühle hinzu, bei denen es sich vorwiegend um – die damals modernsten und leistungsfähigsten – englische mechanische Schützenwebmaschinen (so genannte Unterschlägerstühle mit Trommeln) handelte.
Nur zwei Jahre später traf die Firma der Gründerkrach, die viele Firmenzusammenbrüche zur Folge hatte und wodurch auch die Firma Povel & Grüter erhebliche Verluste erlitt. Gleichzeitig erwuchs der deutschen Baumwollindustrie durch den Anschluss von Elsass-Lothringen beträchtliche Konkurrenz. Das Unternehmen konnte überleben, stagnierte aber bei 19 Arbeitern und 49 Webstühlen auch noch im Jahr 1877.

### Ludwig Povel & Co.

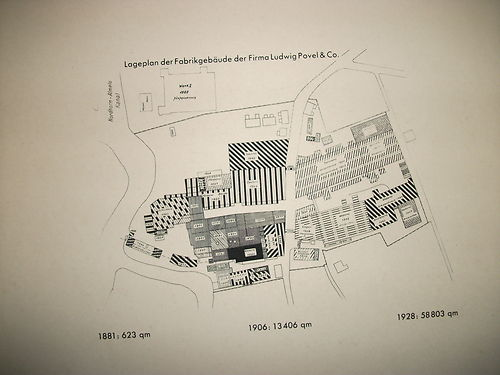
Fabrikgelände

Als Anton Povel 1880 starb, wurde der Betrieb zunächst stillgelegt. Von seinen Söhnen war nur der zweitälteste, erst 21 Jahre alte Sohn Ludwig im Unternehmen tätig. Er trat schließlich die Nachfolge seines Vaters mit der Entscheidung an, die Firma Povel & Co, wie die Firma seit 1877 hieß, zu liquidieren und zusammen mit seiner auch erst 44 Jahre alten Mutter Clementine Povel, geborene Schründer, mit dem vorhandenen Inventar und dem von der Mutter eingesetzten eigenen Vermögen einen Neuanfang zu versuchen. Am 16. April 1881 nahm die neue Firma Ludwig Povel & Co ihre Tätigkeit auf und wurde am 1. Dezember 1883 ins Handelsregister eingetragen. Das Unternehmen war, insbesondere durch eine Zusammenarbeit mit der ebenfalls in Nordhorn ansässigen Weberei Jan van Delden & Söhne erfolgreich. 1883 trat Ludwig Povels jüngerer Bruder Carl (1865–1943) in das Unternehmen mit ein, der dem Unternehmen 61 Jahre – bis zu seinem Tod – treu blieb. Einige Jahre später wurde in Ludw. Povel& Co. umfirmiert. Neben Nessel wurde Molton, Pilot und Köper hergestellt. 1884 wurden weitere 19 Stühle in Betrieb genommen. Mit nunmehr 80 Webstühlen produzierte die Fabrik mit dem Kleiderstoff „Camilla“ einen neuen Produktionszweig, für den die Ketten in Knäueln aus England bezogen wurden und die unecht gefärbten Cops aus Sachsen kamen. 1888 wurden 100 Webstühle betrieben. Die 73 beschäftigen Arbeiter verdienten „1,70 bis 2,50 Mark täglich“ und konnten für eine Mark wöchentlich in Arbeiterwohnungen leben, die aus „drei Räumen, einem Bodenraum und einem Stall für etwaiges Vieh“ bestanden und die Povel im Süden des nun rund 3.000 Einwohner umfassenden, immer noch ländlichen Nordhorn hatte errichten lassen. In diesem Gebiet entstand später der Stadtteil Blanke.

### Die Waterschürzen

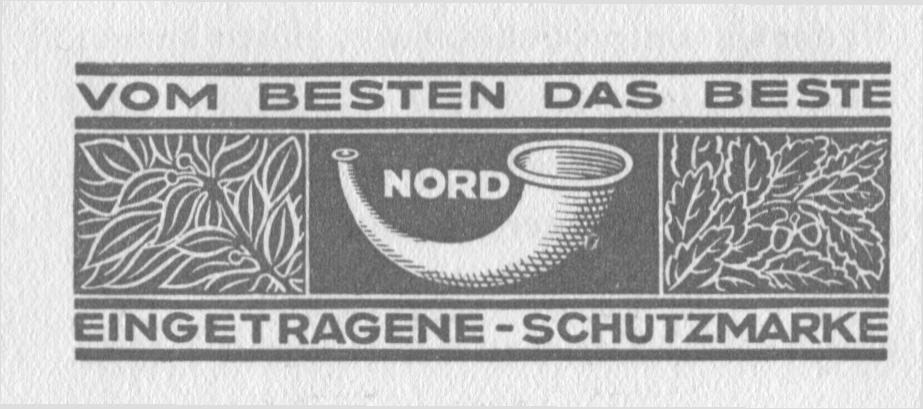
Schutzmarke

Ludwig Povel brachte 1889 unter dem Logo Vom Besten das Beste einen neuen und für die weitere Entwicklung der Firma entscheidenden Artikel auf den Markt, die Waterschürzen. Dabei handelte es sich um einen aus Baumwolle hergestellten Schürzenstoff, der sich durch die Verwendung des von dem jungen Chemiker René Bohn entwickelten Indanthron und damit nun vollsynthetischen Blaufärbung, durch eine neuartige Gewebebindung erzieltes Streifenmuster und einen konkurrenzlos niedrigen Preis auszeichnete.
Anfänglich waren die Schürzen blauweiß oder grauweiß gestreift, mit der Zeit kamen immer wieder Farben hinzu. Schließlich wurde auch karierte Ware hergestellt.
1894 beschäftigte das Unternehmen 115 Arbeiter und setzte 25.000 Gewebe im Wert von 450.000 Mark um, im Jahr darauf waren es 130 Arbeiter und 26.000 Stück Gewebe.
Es blieb nicht aus, dass das so erfolgreiche Produkt der Waterschürzen nachgeahmt wurde. Neu zugezogene Kaufleute, Textilunternehmer und Textilingenieure, wie Bernhard Niehues aus Münster, Friedrich Dütting aus Osnabrück oder Bernard Rawe aus Münster besaßen neben fachlicher Eignung und Kenntnis der nationalen wie internationalen Textilzentren auch ein hohes Investitionskapital. Nachdem Bernhard Niehues während eines Volontariats bei Povel die Herstellungsweise der Waterschürzen kennengelernt hatte, gründete er 1897 zusammen mit Dütting die Textilfirma Niehues & Dütting (N&D), später NINO AG und produzierte ebenfalls Waterschürzen. Das junge Unternehmen positionierte sich sofort in direkte Konkurrenz zu Povel, wie sein Markenzeichen – ein Globus mit dem Aufdruck „Weltmarke N&D“ – zeigt, das unter der Überschrift Das Allerbeste vom Besten direkt auf das Logo von Povel Vom Besten das Beste anspielte.
Povel begegnete dieser neu erwachsenden Konkurrenz unter anderem durch die zusätzliche Fertigung blauweißer Stoffe für die damals allgemein beliebten Kieler Anzüge („Kadett“) sowie für Arbeiterhemden („Regatta“).
1896 war Nordhorn aus seiner verkehrsabgeschiedenen Lage befreit worden und hatte einen Eisenbahnanschluss erhalten. Ein Jahr später erfolgte der Bau des Dortmund-Ems-Kanals, der fortan Transporte zu dem schon 1887 fertiggestellten Stadthafen ermöglichte. Durch die dadurch erheblich sinkenden Transportkosten wurden die Textilunternehmen Nordhorns wesentlich wettbewerbsfähiger. Bis 1905 stieg die Zahl der Povelschen Webstühle von 160 auf 440, die Zahl der Arbeiter von 130 auf 300.

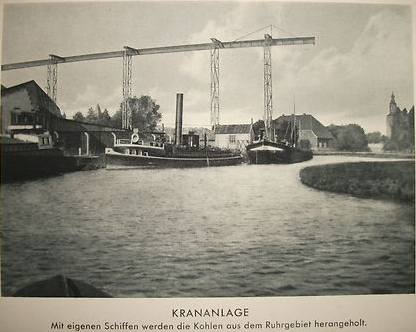
Krananlage an der eigenen Anlegestelle

Begleitet wurde dieser Aufstieg durch eine Reihe von Neubauten und technischen Neuerungen. 1896 bestand die Fabrik aus einer alten und einer neuen Weberei, an die sich Meisterzimmer, Dämpf- und Aufmacherräume sowie Lager- und Packräume anschlossen. Neben der alten Weberei befanden sich eine Schmiede, eine Schlosserei und eine Schreinerei sowie einige Arbeiterwohnhäuser. Auf der anderen Straßenseite lagen das alte Kontor, das Labor, die Maschinenstube, die neue Färberei und Bleicherei, das Kesselhaus, der Vorwärmraum, die Weiß- und Blauspulerei sowie die dazu gehörigen Anlagen. 1899 stellte das Unternehmen von Gas auf elektronische Drehstrommotoren um. Ab 1900 entstanden weitere Neubauten: 1906 ein zweistöckiges Kontor und die dreistöckige, erste deutsche elektrisch betriebene Spinnerei, 1907 eine Schlichterei, eine Andreherei und ein Baumwolllager, 1909 eine neue dreigeschossige Weberei, die ebenfalls als erste mit einem elektrischen Einzelantrieb arbeitete. 1911 wurde eine neue Dampfturbine mit 3.200 PS in Betrieb genommen. Die Nutzfläche der Firma lag nun bei weit über 15.000 m².
1913 beschäftigte Povel 1.000 Mitarbeiter. In der Fachzeitschrift Der Confectionär heißt es: „Heute liegt dort an der holländischen Grenze wie ein Vorposten des neudeutschen Industriestaates, wie eine Musterausstellung deutscher Industrietechnik die Povelsche Fabrikstadt mit einem stattlichen Arbeiterheer.“

### Zwischen den Weltkriegen

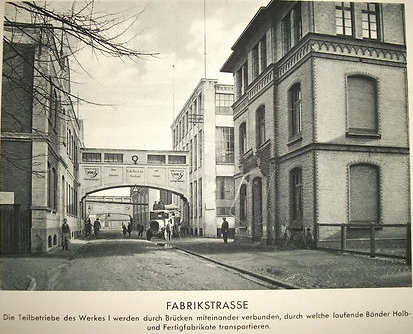
Povel Fabrikstraße

Als der Erste Weltkrieg begann, verfügte die Firma über 950 Webstühle und beschäftigte 915 Mitarbeiter. Bei Kriegsende waren 365 Arbeiter und Angestellte verblieben. Die Zeit der Waterschürzen war vorüber, da inzwischen buntgedruckte Stoffe etwa zum gleichen Preis hergestellt werden konnten. So verlegte man sich auf Vorhangstoffe, Tischdecken, Kleider- und Blusenstoffe sowie Flanell für Herren- und Nachthemden. Auch der Export, insbesondere nach Skandinavien, in den Balkan, die Türkei, Mittelamerika, Australien und Malaysia, begann für das Unternehmen eine größere Rolle zu spielen.
1919 trat Tono Povel, der Sohn Ludwig Povels in die Firma ein. 1922 wurde die offene Handelsgesellschaft in eine Kommanditgesellschaft umgewandelt; persönlich haftende Komplementäre waren Ludwig, Carl, Hermann und Tono Povel. Ihnen traten 1923 Ben Povel, ein Sohn von Hermann Povel und 1925 Eduward Povel, ein Sohn von Ludwig Povel bei, 1932 gefolgt von Hermann Povel, dem Sohn von Carl Povel.
Gleichzeitig wurde die Fabrik erneut erweitert. 1926/27 entstand der Spinnerei-Hochbau, genannt Werk II, am Nordhorn-Almelo-Kanal, da das Gebiet an der Kokenmühlenstraße nicht mehr ausreichte. Das fünfstöckige Gebäude war 50 Meter lang, 36 Meter tief und 29,5 Meter hoch. Es beherbergte 40.000 Feingarnspindeln und verfügte über einen 40 Meter hohen Treppenturm, der zu einem weiteren Wahrzeichen der Stadt wurde.
Das Unternehmen hatte im August 1927 1.513 Beschäftigte und war hinter Niehues & Dütting zweitgrößtes Textilunternehmen in der Stadt, die sich zu einem Zentrum der deutschen Textilindustrie zu entwickeln begann. Doch brachte die Weltwirtschaftskrise auch für Povel kritische Jahre, die einige der ältesten Textilunternehmen Nordhorns, unter anderem J.v. Delden & Söhne, nicht überstanden. 1938 starb Ludwig Povel; später wurde er zum ersten Ehrenbürger der Stadt Nordhorn ernannt. Das Unternehmen verfügte nun über 1.500 Webstühle mit 103.000 Spindeln und beschäftigte 2.350 Mitarbeiter.
Mit Ausnahme von Carl und Tono Povel wurden im Zweiten Weltkrieg alle Inhaber zum Kriegsdienst eingezogen; Anton Povel fiel 1945. Das Unternehmen als solches überstand die Jahre des Nationalsozialismus und des Zweiten Weltkrieges weitgehend schadlos, zumal Nordhorn von größeren Zerstörungen verschont blieb. In den Kriegsjahren produzierte Povel vor allem Verbandmull, Futterstoffe, Hemden- und Lazarettstoffe.

### Nachkriegszeit und Wirtschaftswunder

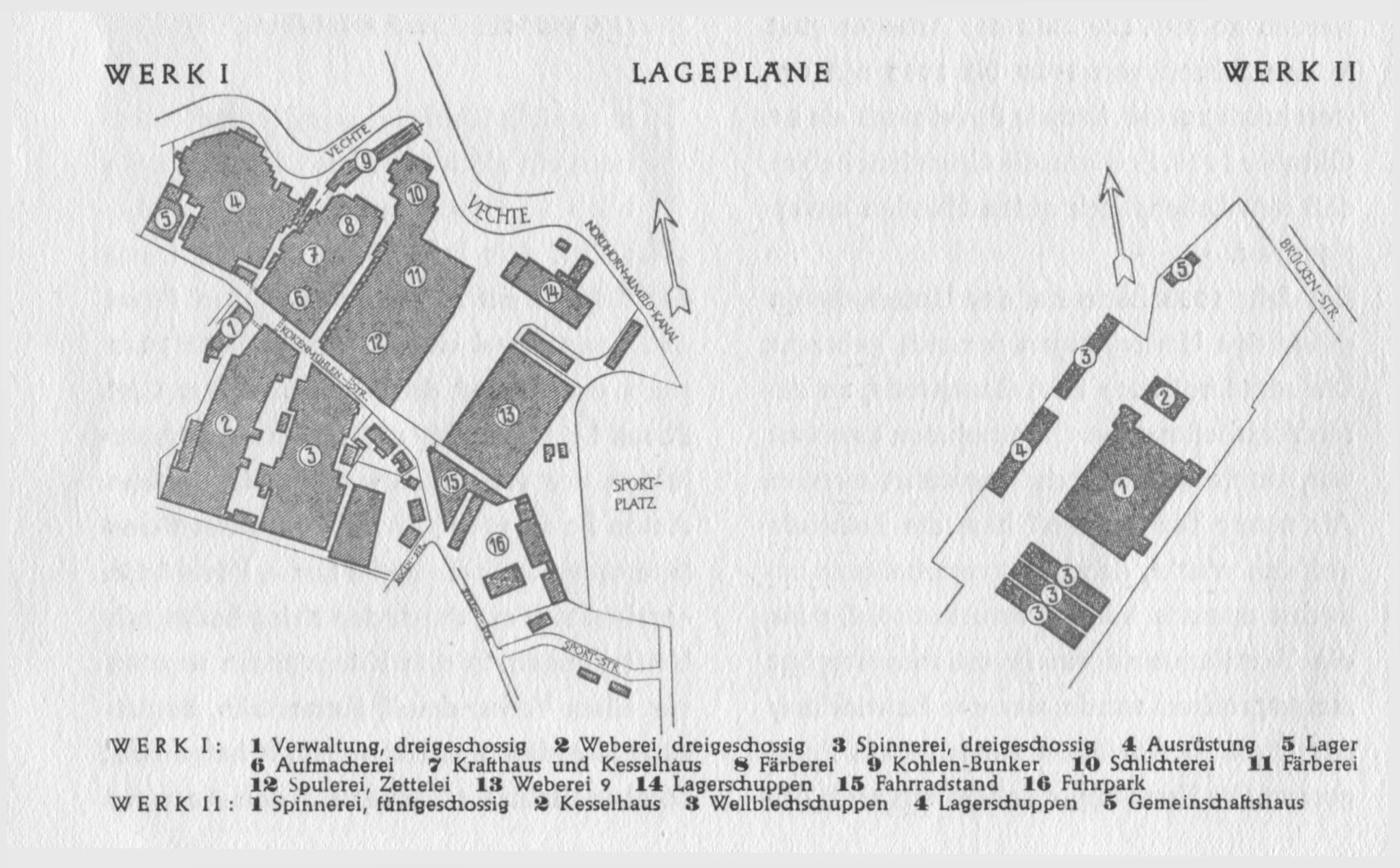
Lagepläne beider Povel-Werke

1950 hatte sich die Firma im Zuge der Wirtschaftswunderjahre mit ihrem großen Nachholbedarf an Kleidung mit einer Jahresproduktion von 4.800 Tonnen Garn und 18 Millionen Metern Gewebe zum zweitgrößten Nordhorner Textilbetrieb entwickelt. Seine höchste Beschäftigtenzahl erreichte Povel 1957 mit 3.000 Mitarbeitern. Die Produktion umfasste hauptsächlich buntgewebte Gebrauchsartikel mittlerer Qualität, wie Bekleidungs- und Vorhangstoffe, ferner Popeline und Gabardine; ab den 1960er Jahren auch Synthetic-Mischgarne, wie Trevira und Vestan-Baumwollgarne. Um 1960 arbeiteten 12.000 Menschen in der Nordhorner Textilindustrie, deren „Nummer 2“ Povel war; die Einwohnerzahl stieg auf über 45.000 Menschen an.
Geradezu zum Trendsetter im Modebereich wurde Povel im Jahr 1968 mit einer Kampagne rund um eine Mrs.-Emma-Peel-Kollektion aus Povel-Stoffen. Die englische Schauspielerin Diana Rigg, in ihrer Rolle als Emma Peel die Hauptdarstellerin der Fernsehserie Mit Schirm, Charme und Melone, präsentierte Damenbekleidung für modebewusste junge Frauen.
Dieser Höhenflug war jedoch nur von kurzer Dauer. Als die wirtschaftliche Rezession 1966/67 auch die deutsche Textilindustrie erfasste, geriet Povel in finanzielle Schwierigkeiten und wurde 1969 – als der Kapitalanteil der Unternehmerfamilie nur noch bei 10 Prozent lag – mehrheitlich von dem direkten Konkurrenten, der Van-Delden-Gruppe in Gronau, aufgekauft. Zwar durfte der alte Name behalten werden, erhielt jedoch den Zusatz: „Ein Unternehmen der Van-Delden-Gruppe“.
Die Produktion wurde von der traditionellen Buntweberei auf Uniweberei und von der Garnfärberei auf Gewebefärberei umgestellt. Die Van-Delden-Philosophie entsprach den Grundsätzen der seit den 1970er Jahren erfolgreichen südostasiatischen Textilproduzenten: Massenproduktion einer geringen Zahl an unifarbenen Bekleidungsstoffen mit hohem Kunstfaseranteil statt einer Herstellung hochmodischer Stoffe in geringen Partien.
Im Zuge der wirtschaftlichen Rezession, die 1973 durch eine erste weltweite Öl- und Energiekrise ausgelöst wurde, sank die Nachfrage nach Textilien und die Preise für auf Erdölbasis hergestellte Kunstfasern stiegen. Gleichzeitig litt die deutsche Textilindustrie zunehmend unter Billigeinfuhren aus Fernost. 1977 wurde mit Kurzarbeit begonnen. Anfang 1978 gerieten Povel und die Van-Delden-Gruppe in die Schlagzeilen, weil „der westfälische Textilclan van Delden [...] mit der Stillegung von 1.300 Spinn- und Webplätzen in der Tochterfirma Ludw. Povel im emsländischen Nordhorn gedroht (hatte)“ und daraufhin im Februar 1978 eine Landesbürgschaft über 20 Millionen Deutsche Mark erhielt.
Im Oktober 1978 ging die Firma Povel in Konkurs, 1979 wurden die letzten 1.100 Mitarbeiter entlassen.
Das Fabrikgelände von Werk I in der Innenstadt wurde 1979 an den Landkreis Grafschaft Bentheim und an die Stadt Nordhorn verkauft.
Das Werk II am Nordhorn-Almelo-Kanal übernahm 1980 die Rehers GmbH & Co. KG aus Bad Bentheim, die dort eine Zwirnerei betrieb. Ab 1983 wurde Werk II durch eine Auffanggesellschaft verwaltet, die den erneut bevorstehenden Konkurs aber nicht abwenden konnte. Ab Herbst 1983 zog die erst kurz zuvor gegründete Effektzwirnerei Norgatex GmbH & Co KG in das Fabrikgebäude.
Auf dem Innenstadtgelände blieb eine riesige und gefährliche Industriebrache zurück: die nunmehr verlassenen Povel-Fabrikanlagen. Es bedurfte fast 30 Jahren, dass aus diesen die Wasserstadt Povel wurde.